# Erigone eisenschmidti
Erigone eisenschmidti là một loài nhện trong họ Linyphiidae.
Loài này thuộc chi Erigone. Erigone eisenschmidti được Jörg Wunderlich miêu tả năm 1976.